# Ceresium guamum
Ceresium guamum är en skalbaggsart. Ceresium guamum ingår i släktet Ceresium och familjen långhorningar.

## Underarter
Arten delas in i följande underarter:
- C. g. guamum
- C. g. rotanum